# Ангуин, Мария Луиза
Мария Луиза Ангуин (англ. Maria Louisa Angwin, 21 сентября 1849 — 25 апреля 1898) — канадский врач.

## Биография
Мария Луиза родилась в 1849 г. в Ньюфаундленде. Её родителями были священник-методист Томас Ангуин и Луиза Эмма Гилл. Мария Луиза росла в большой семье — у неё были четверо братьев и две сестры. Родители Марии Луизы в 1850-х гг. в Новую Шотландию и в 1865 г. поселились в Дартмуте. В следующем году Мария Луиза посещала Mount Allison Wesleyan Academy (Университет Маунт-Эллисон), в 1869 г. получив liberal arts degree (диплом гуманитарных наук). Дальнейшее образование она решила получать по медицине, вдохновившись примером сестёр Эмили и Элизабет Блэкуэлл.
Мария Луиза безуспешно попыталась поступить в школу в Труро, затем начала работать преподавательницей в Дартмуте. Эта работа её не привлекала, но давала возможность заработать средства на дальнейшее обучение. В 1879 г. она поступила в Нью-Йоркский женский медицинский колледж, а в 1882 г. получила степень доктора философии по медицине и нашла работу в госпитале для женщин и детей в Новой Англии в Бостоне. Дальнейшее своё обучение она продолжила в Королевском госпитале в Лондоне. 20 сентября 1894 г. она стала первой женщиной, кто получил лицензию на медицинскую практику в Новой Шотландии. Мария Луиза открыла свою практику в Галифаксе. В 1895 г. вместе с Энни Хэмилтон читала лекции по гигиене. В 1897 г. она вернулась в Нью-Йорк для обучения в аспирантуре. Внезапно скончалась 25 апреля 1898 г., когда отдыхала после несложной операции.
При жизни Анна Луиза выступала за женское избирательное право. Была членом Союза христианских женщин за воздержание от алкоголя.